# Ratusz w Szkłowie
Ratusz w Szkłowie – klasycystyczny murowany ratusz zbudowany pod koniec XVIII wieku w Szkłowie na Białorusi. 

## Historia
Murowany obiekt na planie kwadratu wzniesiono na Rynku Szkłowa już po włączeniu miasta w skład Imperium Rosyjskiego w wyniku I rozbioru Polski. Budynek był jednopiętrowy z łamanym dachem oraz dwukondygnacyjną ośmioboczną wieżą zakończoną kopułą ze szpicem i sygnaturką. Do wieży dobudowano balkon oraz umieszczono na niej zegar. Po obu stronach ratusza znajdowały się jednopiętrowe i parterowe dobudowy tworzące wraz z gmachem głównym tzw. dwór ratuszowy. Dobudowy wykorzystywane były w celach handlowych. Ratusz i hale zostały poważnie zniszczone podczas II wojny światowej i znajdowały się w ruinie. Na początku XXI wieku przeprowadzono remont i częściową odbudowę obiektu. 

## Galeria

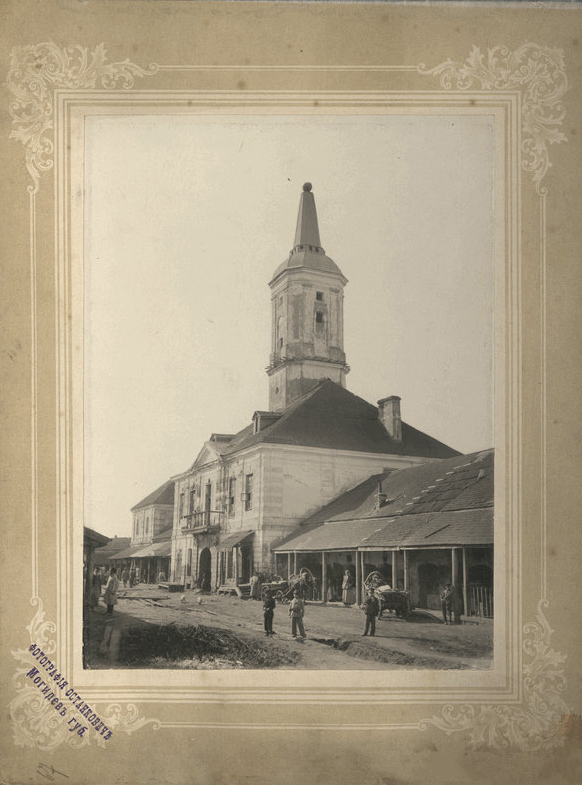
Ratusz na początku XX wieku
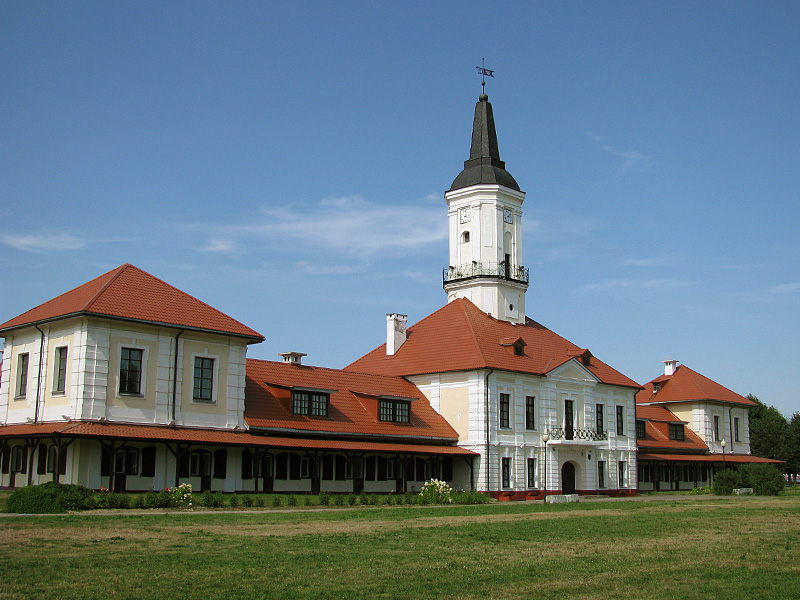
Ratusz w 2012 roku